# سید غلامرضا شیرازیان
سید غلامرضا شیرازیان (زادهٔ ۱۳۳۰ در مشهد) نمایندهٔ حوزهٔ انتخابیهٔ مشهد در دورهٔ پنجم مجلس شورای اسلامی بوده‌است.